# 坂下村 (三重県)
坂下村（さかのしたむら）は三重県の中部、鈴鹿郡に属していた村。現在の亀山市関町の北部、国道1号の沿線にあたる。

## 地理
- 山岳：筆捨山、三子山、高畑山
- 峠：鈴鹿峠
- 河川：鈴鹿川

## 歴史
- 1889年（明治22年）4月1日 - 町村制の施行により、市瀬村・沓掛村・坂下村の区域をもって発足。
- 1955年（昭和30年）4月17日 - 関町・加太村と合併し、改めて関町が発足。同日坂下村廃止。

## 交通

### 道路
- 国道1号